# Lärm im Spiegel

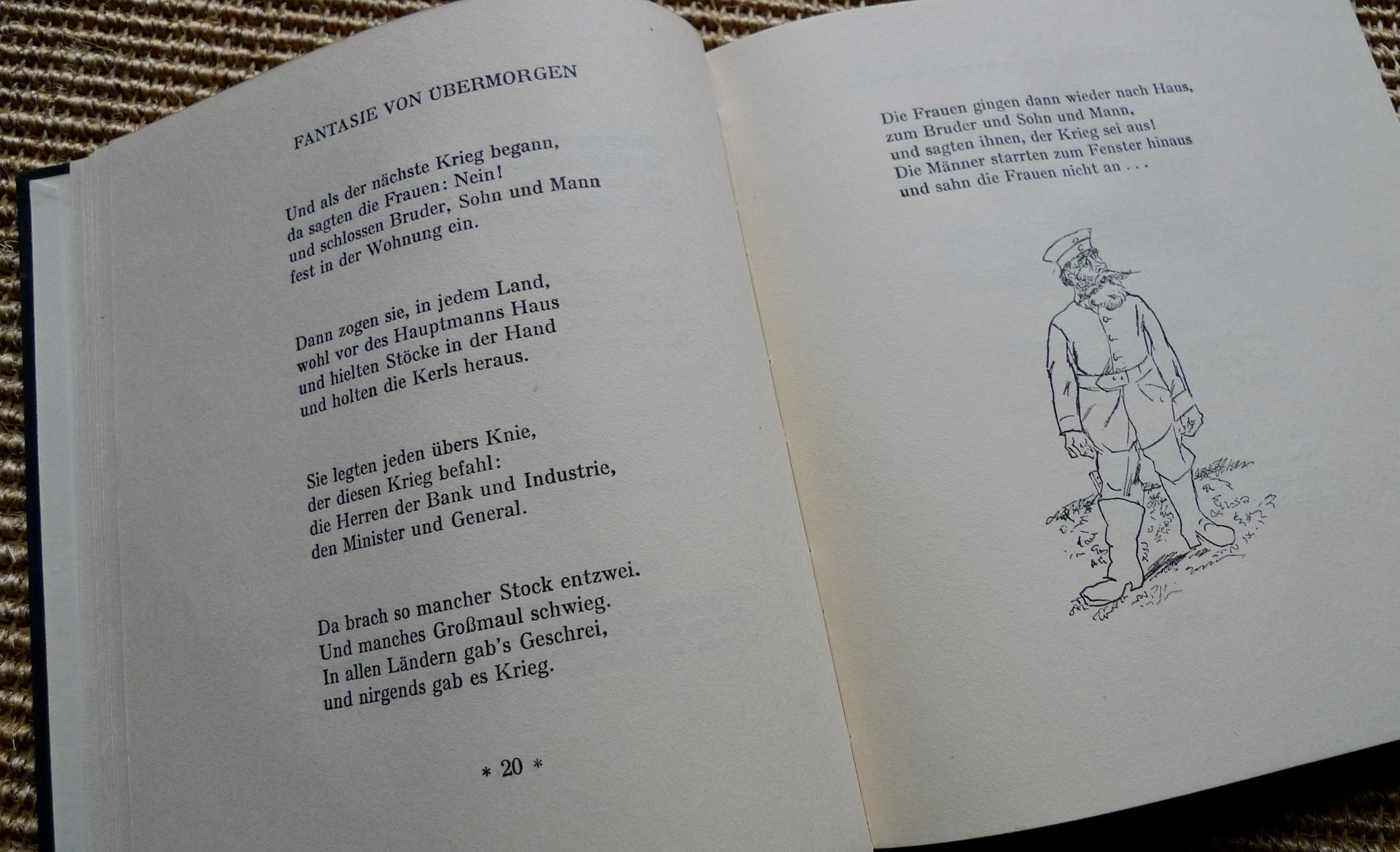
Seite aus der Erstausgabe von 1929, mit einer Vignette von Rudolf Großmann.

Lärm im Spiegel ist ein 1929 erschienener Gedichtband von Erich Kästner.

## Entstehung
Nach dem großen Erfolg seines ersten Gedichtbands Herz auf Taille (1928) brachte Kästner mit Lärm im Spiegel schon ein Jahr später einen zweiten auf den Markt. Zu dieser Zeit belieferte der Autor bereits eine ganze Reihe von Publikationsorganen regelmäßig mit seinen Texten; darunter die Vossische Zeitung, Die Weltbühne, die Wochenzeitung M. M. Der Montag Morgen oder die Wochenschrift Jugend. Für Lärm im Spiegel griff er im Wesentlichen auf bereits publizierte Gedichte zurück. Über die Entstehung des Bands schrieb Kästner im August 1928 an seine Mutter:
Den Gedichtband bereite ich auch so langsam vor. 35 Seiten habe ich bereits geklebt. Fehlen also noch 65 Seiten. Bis auf 50 bring ich's mit dem Material, was ich dahabe, das andere muß noch fabriziert werden.
Die erste Auflage erschien im Frühjahr 1929 bei Curt Weller in Leipzig. Der Band wurde, wie bereits Herz auf Taille, im Quartformat gedruckt. Vignetten und Umschlagszeichnung besorgte Rudolf Großmann. Schon die zweite Auflage erschien dann 1930 in gleicher Aufmachung in der Deutschen Verlags-Anstalt in Stuttgart, weil Curt Wellers Verlag zwischenzeitlich in Konkurs gegangen war.

## Inhalt
Lärm im Spiegel enthält insgesamt 48 Gedichte, von denen die meisten bereits vorab in verschiedenen Zeitungen und Zeitschriften erschienen waren. Die Themen sind meist dem Berliner Alltag entnommen. Es geht um Liebe und Einsamkeit, um das Großstadtleben und das Schicksal der einfachen Angestellten. Immer wieder werden dabei auch Schrullen der Zeitgenossen aufs Korn genommen. Gesellschafts- und zeitkritisch ist Kästner bei der Behandlung des Militarismus, in der karikierenden Beschreibung dekadenten Reichtums und in der Schilderung sozialer Not.

## Form
Die Sprache ist ganz im Sinne der Neuen Sachlichkeit einfach und schnörkellos, der Ton dagegen häufig etwas schnoddrig und spöttisch. Bewusst einfach und klar ist die äußere Form gehalten. Vorherrschend sind dabei einfache, vierzeilige Strophen, die meist einen regelmäßige Kreuzreim aufweisen.

## Programmatik
In der Mitte des Bands findet sich eine "Prosaische Zwischenbemerkung", in der Kästner auf knapp vier Seiten sein Selbstverständnis als Dichter beschreibt. Eine Absage erteilt er den allzu ambitionierten Lyrikern mit wallendem Haar und rollenden Augen. Stattdessen strebt Kästner eine "seelisch verwendbare" Gebrauchslyrik an:
Zum Glück gibt es ein oder zwei Dutzend Lyriker - ich hoffe fast, mit dabei zu sein - die bemüht sind, das Gedicht am Leben zu erhalten. Ihre Verse kann das Publikum lesen und hören, ohne einzuschlafen; denn sie sind seelisch verwendbar. Sie wurden im Umgang mit den Freuden und Schmerzen der Gegenwart notiert; und für jeden, der mit der Gegenwart geschäftlich zu tun hat, sind sie bestimmt. Man hat für dies Art von Gedichten die Bezeichnung "Gebrauchslyrik" erfunden, und die Erfindung beweist, wie selten in der jüngsten Vergangenheit wirkliche Lyrik war.

## Rezeption
Die Kritiker urteilten beim Erscheinen von Lärm im Spiegel meist sehr wohlwollend. Kritische Stimmen von literaturgeschichtlich maßgeblichen Persönlichkeiten, wie von Walter Benjamin und Kurt Tucholsky bei seinem dritten Band Ein Mann gibt Auskunft, gab es noch nicht. Der Gedichtband begeisterte wegen seiner Alltagsnähe und deren (durchaus von Kästner intendierten) multiplen Verwendbarkeit für Kabarett, Zeitung und Buch, da diese Dichtung sich auch durchaus auch im Feld der Unterhaltung, des Journalismus und der Werbung bewegt. Die renommierte Neue Bücherschau schrieb beeindruckt: Die Gedichte Kästners „gehören auf das Podium, an die Litfaßsäulen, in die Zeitung, fettgedruckt, auf die erste Seite“
Der Lyrikband Lärm im Spiegel enthält mit der Sachlichen Romanze und der Sehr moralischen Autodroschke zwei der schon genauer untersuchten Gedichte Kästners. Allerdings gibt es noch andere bisher zu wenig beachtete, „meisterhafte psychologische Porträts“, wie bei Plädoyer einer Frau. Es finden sich in diesem Band zwar einige Gedichte, die mit der „an Kästner so oft gerügten Melancholie durchzogen sind“, jedoch schlägt er hier auch ganz andere Töne an: So hält in Warnung vor Selbstschlüssen ein Ich dem Du „dessen weltschmerzliche Larmoyanz“ vor.
Bei den Gedichten Romanze, Elegie und Hymnus erscheinen im Titel lyrische Gattungsbezeichnungen, die „in der Literaturgeschichte der zweiten Hälfte des 18. Jahrhunderts, über die Kästner promoviert hatte, Hochkonjunktur hatten.“ Für  die Ballade, die Kästner selbst die „indirekteste Art Lyrik“ nannte, wurde anhand von kognitionspsychologisch beschreibbaren Mitteln schon gezeigt, dass Kästner einen „neusachlichen Balladentyp geschaffen hat“ Da die Romanze eine Subgattung der Ballade darstellt und die Elegie ebenfalls mit „Distanzmodellierungen“ arbeitet, vermutet Michael Ansel hier ebenfalls eine neusachliche Umgestaltung.

## Gedichte
- Sachliche Romanze
- Sergeant Waurich
- Junggesellen sind auf Reisen
- Ganz besonders feine Damen
- Lob der Volksvertreter
- Eine Mutter zieht Bilanz
- Zeitgenossen, haufenweise
- Elegie, ohne große Worte
- Fantasie von übermorgen
- Die sehr moralische Autodroschke
- Wiegenlied für sich selber
- Umzug der Klubsessel
- Ein paar neue Rekorde
- Geständnis einiger Dichter
- Karneval der Mißvergnügten
- Ein Fräulein beklagt sich bitter
- Offner Brief an Angestellte
- Helden in Pantoffeln
- Heimkehr aus Italien
- Warnung vor Selbstschüssen
- Verhinderte Weihnachten
- Bürger, schont eure Anlagen!
- Das Leid vom feinen Mann
- Meyer IX. im Schnee
- Ein Hund hält Reden
- Repetition des Gefühls
- Pädagogik spaßeshalber
- Ein Mann verachtet sich
- Das Gemurmel eines Kellners
- Gruß aus den Bergen
- Hymnus auf die Bankiers
- Hochzeitmachen
- Zitat aus großer Zeit
- Ganz vergebliches Gelächter
- Kleine Sonntagspredigt
- Monolog des Blinden
- Lob des Einschlafend
- Chor der Girls
- Brief eines nackten Mannes
- Polly oder Das jähe Ende
- Das Gebet keiner Jungfrau
- Die Existenz im Wiederholungsfalle
- Plädoyer einer Frau
- Vornehme Leute, 1200 Meter hoch
- Möblierte Melancholie
- Rundschreiben an Geschäftsleute
- Ein Pessimist, knapp ausgedrückt
- Selbstmörder halten Asternbuketts

## Ausgaben
- Erich Kästner: Lärm im Spiegel. Curt Weller & Co Verlag, Leipzig 1929. (Erstauflage)
- Erich Kästner: Lärm im Spiegel. Deutsche Verlags-Anstalt, Stuttgart 1930.
- Erich Kästner: Lärm im Spiegel. Atrium-Verlag, Zürich 2014. (Mit den Zeichnungen von Rudolf Großmann aus der Erstauflage)